# Greyfriars (Canterbury)

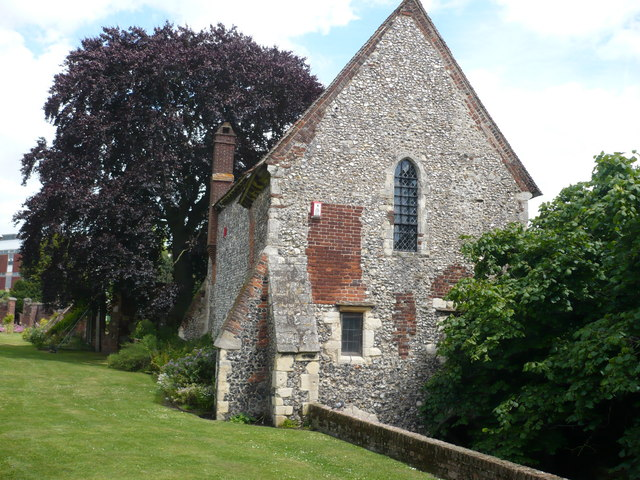
Greyfriars, Canterbury

Greyfriars war die erste Niederlassung des jungen Franziskanerordens in England. Die ersten Franziskaner erreichten England im Jahr 1224, noch zu Lebzeiten ihres Ordensgründers Franz von Assisi.

## Geschichte
Am 10. September 1224 erreichten neun Mönche unter der Führung von Agnellus von Pisa Dover. Sie reisten von dort nach Canterbury weiter, wo sie von Benediktinermönchen empfangen wurden. Vier von ihnen reisten weiter nach London, während die anderen bei den Armen Priestern untergebracht wurden. Alexander von Gloucester, der Leiter des Eastbridge Hospitals in Canterbury, war ein Anhänger dieser Bruderschaft und erlaubte Agnellus und seinen Brüdern auf einem Teil des Krankenhausgartens ihre Behausungen zu errichten. Neben den Hütte gab es ein kleines hölzernes Oratorium. 
Im Jahre 1267 kam durch John Digge, einen wohlhabender Bürger und Stadtrat von Canterbury, weitere Ländereien hinzu, so dass mit dem Bau eines dauerhaften Klosterkomplexes begonnen wurde. Die Steinbauten boten rund 35 Brüdern Platz und es wurde ein Kirchengebäude errichtet, das 1325 geweiht wurde. Die Predigten der Brüder waren gut besucht und viele Bewohner der Stadt wurden auf dem Laienfriedhof begraben. Die Mönche verfügten über eine umfangreiche Bibliothek, von der sich einige erhaltene Bände in der British Library und der Bodleian Library in Oxford befinden. 1538 wurde das Kloster aufgelöst, und der einzige bis heute erhaltene Gebäudeteil ist die Kapelle von Greyfriars, in der seit 2003 Anglikanische Franziskaner beten.